# 亀山バイパス

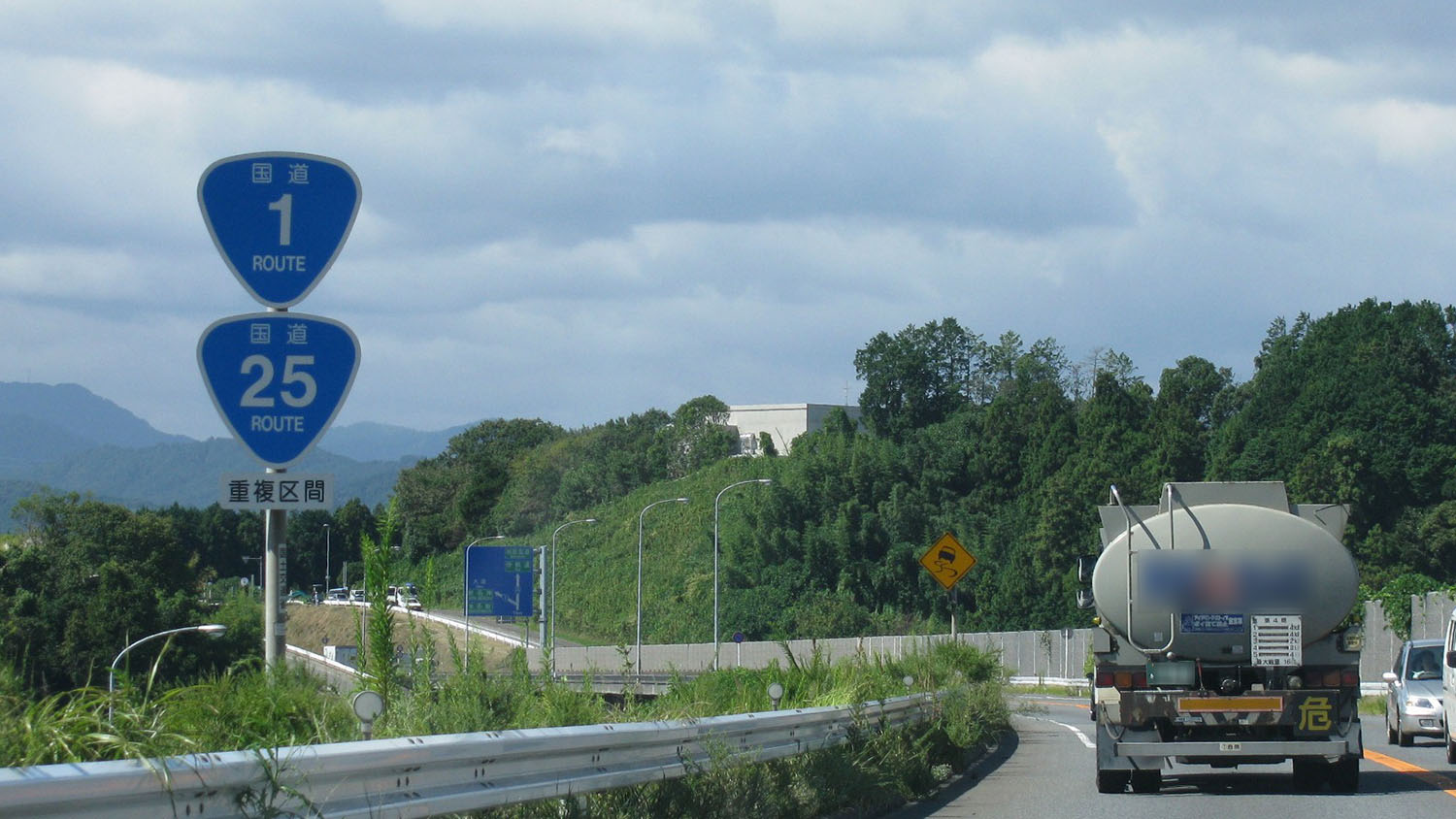
亀山バイパス（国道25号との重複区間）
三重県亀山市羽若町

亀山バイパス（かめやまバイパス）は、三重県亀山市井田川町から同市太岡寺町を結ぶ全長7.34 kmの国道1号と国道25号のバイパスである。全線が重複区間となる。なお、これに連動して隣接する鈴鹿市内の区間でも道路改良事業（石薬師拡幅、井田川拡幅）が実施された。

## 概要
1995年3月に暫定2車線で全線開通したが、用地は4車線分確保されており、将来的には4車線化される予定となっている。
自動車専用道路ではないので、50 cc以下の原付も通行可能。自転車等軽車両の通行も禁止されていない。

## 接続するバイパス
- 関バイパス（一部供用中）

## 交差点と接続道路
|                                                                            | 交差点・ランプ                                     | 接続道路                                                               |        |
| -------------------------------------------------------------------------- | -------------------------------------------------- | ---------------------------------------------------------------------- | ------ |
| 国道1号・国道25号 名四国道・四日市・名古屋方面                             |                                                    |                                                                        |        |
| 石薬師拡幅                                                                 | 国分町交差点                                       | 国道1号（北勢バイパス）（事業中） 国道23号（鈴鹿四日市道路）（事業中） | 鈴鹿市 |
| 石薬師拡幅                                                                 | 下大久保交差点 - 木田町大谷交差点 - 自由ヶ丘交差点 |                                                                        | 鈴鹿市 |
| 石薬師拡幅                                                                 | 石薬師町交差点                                     | 三重県道115号鈴鹿宮妻峡線                                              | 鈴鹿市 |
| 石薬師拡幅                                                                 | 上野町交差点                                       | 三重県道27号神戸長沢線                                                 | 鈴鹿市 |
| 石薬師拡幅                                                                 | 加佐登町交差点                                     | 三重県道637号辺法寺加佐登停車場線                                      | 鈴鹿市 |
| 石薬師拡幅                                                                 | 庄野町北交差点 - 庄野町交差点 - 庄野町南交差点     |                                                                        | 鈴鹿市 |
| 井田川拡幅                                                                 | 汲川原町交差点                                     | 三重県道27号・643号（鈴鹿中央道路）                                    | 鈴鹿市 |
| 井田川拡幅                                                                 | 中冨田町交差点                                     |                                                                        | 鈴鹿市 |
| 井田川拡幅                                                                 | 小田町交差点                                       | 三重県道641号平野亀山線                                                | 鈴鹿市 |
| 亀山バイパス                                                               | 井田川駅口交差点 - 川合町北交差点                  | 井田川駅口交差点 - 川合町北交差点                                      | 亀山市 |
| 亀山バイパス                                                               | 川合町交差点 川合ランプ                            | 三重県道28号亀山白山線（旧国道1号）                                    | 亀山市 |
| 亀山バイパス                                                               | 新栄町ランプ                                       | 国道306号                                                              | 亀山市 |
| 亀山バイパス                                                               | 羽若町交差点 羽若ランプ                            | 三重県道302号亀山停車場石水渓線                                        | 亀山市 |
| 亀山バイパス                                                               | 亀山ランプ                                         | 三重県道647号白木西町線                                                | 亀山市 |
| 亀山バイパス                                                               | 太岡寺町ランプ                                     | 国道1号 甲賀・大津・京都方面 三重県道565号亀山城跡線（旧国道1号）      | 亀山市 |
| 国道1号・国道25号（関バイパス）名阪国道・伊賀・大阪方面 神辺ジャンクション |                                                    |                                                                        |        |

## 歴史
- 1973年8月 ： 亀山バイパス予定路線（7.1 km、4車線）発表。1978年3月完成予定。
- 1984年 ： 川合 - 羽若（約3 km）着工。
- 1990年12月12日 ： 川合 - 羽若暫定2車線で開通。
- 1995年3月28日 ： 羽若 - 太岡寺（約4.3 km）暫定2車線で開通し、全線開通。
- 2008年3月23日 ： 関バイパスの亀山IC名古屋行きランプ供用開始に伴い、野村 - 太岡寺間（約1 km）4車線化。
- 2009年8月 ： 羽若地区の4車線化工事中に砂防指定地の形状変更を無許可で実施。工事が一時中断。
- 2010年3月29日 ： 三重県道302号亀山停車場石水渓線との羽若交差点に直進レーンを追加し3レーン化[2]。

## 交通量
2005年度（平成17年度道路交通センサスより）
平日24時間交通量（台）
- 亀山市羽若町：24,529